# Mmmmm
Mmmmm is het debuutalbum van jazzzangeres Roos Jonker.

## Opnamen
Na te hebben gezongen in acts als Benny Sings en The Glenn Miller Orchestra begon Roos Jonker begin 2009 aan de opnamen voor haar eerste soloalbum. Ze besloot het opnameproces geheel in eigen hand te houden en uiteindelijk werden alle partijen thuis opgenomen. Voor enkele partijen, waar ze zelf slecht mee uit de voeten kon, met name de bas- en drumpartijen, nodigde ze enkele bevriende muzikanten uit. Eind 2009 plaatste Roos het eerste resultaat van de opnames op haar myspace, het titelnummer Mmmmm, met een gastbijdrage van Benjamin Herman. Na het afronden van de opnames werd het album afgemixt door Jochem Tromp en gemasterd door Darium van Helfteren.
Na verschillende malen te zijn uitgesteld, werd het album uiteindelijk op 31 mei 2010 gepresenteerd in het Comedy Theater in Amsterdam. Op 1 juni werd er een videoclip gepresenteerd van het nummer Shoes and booze, die werd gemaakt door Judith Veenendaal.

## Muzikanten
- Roos Jonker - zang, alle instrumenten

### Drummers
- Tim Dudek - live drums op Hangover, Still there, Man in the middle, Mmmmm, New dress, Roses all the way en Shoes and booze
- Ruben Steyn - drums op Play the guitar
- Bo Koek - drums op Soon
- Gys Anders van Straalen - percussie op New dress en Shoes and booze

### Bassisten
- Glenn Gaddum sr. - basgitaar op Hangover, Man in the middle, New dress, Roses all the way, Shoes and booze en Soon
- Cord Heineking - contrabas op Still there, Mmmmm, Play the guitar, Me and you en Instrumental

### Gastmuzikanten
- Rory Ronde - gitaar op Man in the middle en Play the guitar
- Maaike de Rijk - dwarsfluit op Man in the middle en Play the guitar
- Kabi Arditi - trombone op Still there
- Benjamin Herman - altsaxofoon op Hangover en Mmmmm

## Tracklist
1. Hangover
2. Still there
3. Man in the middle
4. Mmmmm
5. Play the guitar
6. New dress
7. Roses all the way
8. Me and you
9. Shoes and booze
10. Soon
11. Instrumental

## Hitnotering

### NederlandseAlbum Top 100
| Hitnotering: 29-01-2011 t/m 05-02-2011 | Hitnotering: 29-01-2011 t/m 05-02-2011 | Hitnotering: 29-01-2011 t/m 05-02-2011 | Hitnotering: 29-01-2011 t/m 05-02-2011 |
| Week:                                  | 1                                      | 2                                      |                                        |
| -------------------------------------- | -------------------------------------- | -------------------------------------- | -------------------------------------- |
| Positie:                               | 60                                     | 37                                     | uit                                    |